# Fluviatispora boothii
Fluviatispora boothii är en svampart som beskrevs av Fryar & K.D. Hyde 2004. Fluviatispora boothii ingår i släktet Fluviatispora och familjen Halosphaeriaceae.   Inga underarter finns listade i Catalogue of Life.